# Église Saint-Dominique de Bruxelles
L’église Saint-Dominique (en néerlandais : Sint-Dominicuskerk) ou l'église des Dominicains (en néerlandais : Dominicanenkerk) est un édifice religieux catholique sis sur l’avenue de la Renaissance, à Bruxelles (Belgique). Construite au début du XXe siècle avec le couvent dominicain elle est encore aujourd'hui l’église principale de l'Ordre dominicain en Belgique. 

## Histoire
Les pères dominicains sont expulsés de leur premier couvent bruxellois lors de la période d’occupation française de Bruxelles (1796), à la fin du XVIIIe siècle. Ils y reviennent tout au début du XXe siècle. Leur couvent, à la rue de la Renaissance (Bruxelles-ville), est construit en 1901-1902. À partir de 1904 ils mettent en chantier la construction d’une église de style néogothique qui sera consacrée sous le vocable de ‘Notre-Dame du Saint-Rosaire’. L’architecte en est Louis Corthouts (1867-1925). Elle est achevée en 1906.

## Description
Construite en briques, l’église est de style néogothique. Une haute nef centrale est flanquée de bas-côtés. Le sanctuaire, avec les stalles du chœur des religieux, est légèrement surélevé et se termine en abside pentagone. À l’extérieur et accolée au sanctuaire se trouve une tourelle avec clocheton.  
Un grand vitrail occupe tout le premier étage de la façade, il est flanqué des statues de saint Dominique et de la Vierge Marie.  D’autres vitraux surmontent les deux autres portes d’entrée du bâtiment. Œuvres des ateliers de l’artiste gantois Gustave Ladon les vitraux illustrent des scènes de la vie du fondateur de l'Ordre des Dominicains et les mystères de Notre-Dame du Rosaire. L’orgue a été inauguré en 1911. Salomon van Bever en est le facteur.
Sise au 42 avenue de la Renaissance, l'église se trouve sur le flanc nord du parc du Cinquantenaire. Elle n’est pas paroissiale, mais la proximité du quartier européen lui donne la possibilité d’activités culturelles et religieuses de portée œcuménique internationale. Dédiée à l’origine à Notre-Dame du Rosaire l’église est aujourd’hui sous le patronage de saint Dominique, fondateur de l’Ordre dominicain.
Église et couvent sont classés au patrimoine architectural de la ville de Bruxelles depuis le 16 juin 2005 (2043-0306/0).